# Louis-Sébastien Le Nain de Tillemont

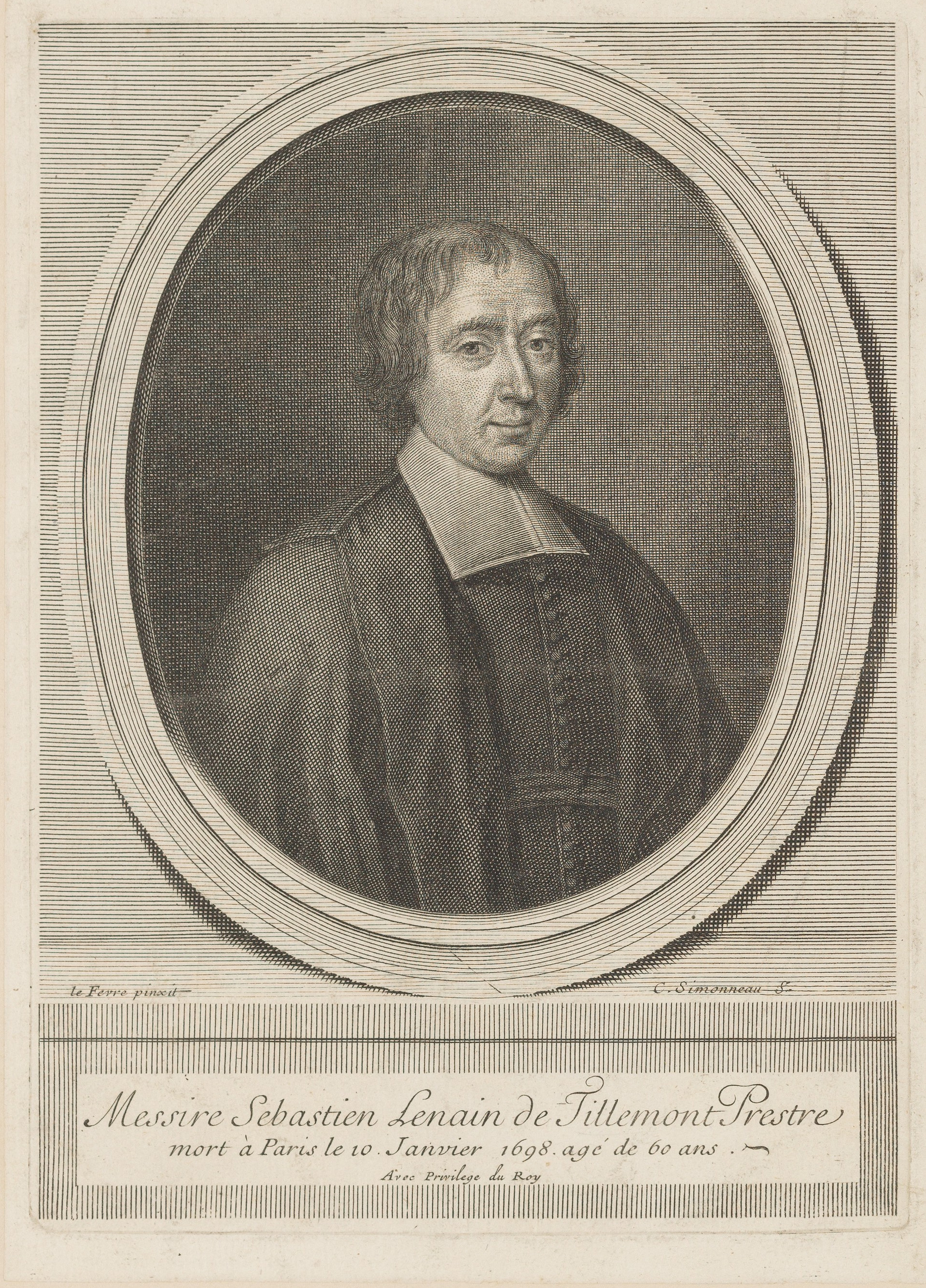
El historiador francés Louis-Sébastien Le Nain de Tillemont

Louis-Sébastien Le Nain de Tillemont (fr. “el enano de Tillemont”) (París, 30 de noviembre de 1637 - íd., 10 de enero de 1698) fue un historiador eclesiástico francés.

## Biografía
Nació en París en una familia rica de jansenistas y fue educado en los de Petites écoles de Port-Royal, en donde sus intereses históricos fueron formados y animados. A la edad de veinte, comenzó sus dos trabajos monumentales, las Mémoires pour servir à l'histoire ecclésiastique des six premiers siècles y la Histoire des empereurs et autres princes qui ont régné pendant les six premiers siècles de l'Église. La primera es una historia de los primeros seis siglos de la iglesia cristiana; la segunda es una historia de los emperadores romanos durante el mismo período.
Tillemont se hizo sacerdote en la edad de treinta y nueve y se estableció en Port-Royal. Cuando Port-Royal fue disuelto en 1679, él se trasladó a la finca de su familia en Tillemont, en donde pasó el resto de la vida, prosiguiendo su trabajo histórico con dedicación exclusiva. Su Histoire se comenzó a publicar en prensa en 1690 y sus Mémoires, en 1693 aunque la publicación de ambos trabajos no fue terminada hasta después de su muerte.
Tillemont es citado con frecuencia por Gibbon en su Historia de la decadencia y caída del Imperio romano. Sus trabajos fueron de los primeros que proporcionaron análisis críticos de las fuentes de origen. Su estilo de prosa se considera seco, pero él tenía alta reputación por su exactitud, detalle y conciencia. Su trabajo fue atacado a gran escala por el carmelita francés Honoratus a Sancta Maria en sus Réflexions sur les règles et l'usage de la critique, en tres volúmenes (París: 1712, 1717 y Lyon, 1720). El trabajo del carmelita se reimprimió varias veces, y apareció también traducido al latín, italiano y español.

## Obras
- Histoire des empereurs et des autres princes qui ont régné durant les six premiers siècles de l'Église (6 vol.), 1690-97, 1701, 1738.
- Mémoires pour servir à l'histoire ecclésiastique des six premiers siècles, justifiés par les citations des auteurs originaux avec une chronologie où l'on fait un abrégé de l'histoire ecclésiastique et avec des notes pour éclaircir les difficultés des faits et de la chronologie (16 vols. con grabados de Simon Thomassin), Paris: chez Charles Robustel, 1693-1712.
- Vie de saint Louis roi de France (6 vols.), Paris: Jules Renouard, 1847-51, edición de J. de Gaulle, d’après le manuscrit inédit de la bibliothèque nationale, et accompagné de notes & d’éclaircissements.
- Calendrier des fêtes des saints illustres, 1919.